# Dor Marunț
Dor Marunț là một xã thuộc hạt Călărași, România. Dân số thời điểm năm 2002 là 6899 người.